# Roman Valiyev
Roman Gazizovich Valiyev  (né le 27 mars 1984 à Orenbourg, RSFS de Russie) est un athlète kazakh spécialiste du triple saut.

## Biographie
Le 17 juin 2012, à Almaty, il porte son record personnel à 17,20 m, minima A pour les Jeux olympiques de Londres. En mai 2013, il saute à 17,10 m à Bangkok, meilleure performance asiatique.Le 19 mars 2016, Valiyev termine 15e aux championnats du monde en salle de Portland avec un saut à 15,54 m.

## Palmarès
| Date | Compétition                    | Lieu        | Résultat | Épreuve     | Marque  |
| ---- | ------------------------------ | ----------- | -------- | ----------- | ------- |
| 2005 | Championnats d’Asie            | Incheon     | 4e       | Triple saut | 16,26 m |
| 2005 | Jeux asiatiques en salle       | Pattaya     | 1er      | Longueur    | 7,84 m  |
| 2005 | Jeux asiatiques en salle       | Pattaya     | 1er      | Triple saut | 16,51 m |
| 2006 | Championnats d’Asie en salle   | Pattaya     | 1er      | Triple saut | 16,24 m |
| 2006 | Jeux asiatiques                | Doha        | 2e       | Triple saut | 16,98 m |
| 2007 | Jeux asiatiques en salle       | Macao       | 1er      | Triple saut | 16,57 m |
| 2008 | Championnats d’Asie en salle   | Doha        | 1er      | Triple saut | 16,32 m |
| 2009 | Championnats d’Asie            | Guangzhou   | 1er      | Triple saut | 16,70 m |
| 2010 | Championnats d’Asie en salle   | Téhéran     | 3e       | Triple saut | 16,25 m |
| 2010 | Coupe continentale             | Split       | 8e       | Triple saut | 15,81 m |
| 2010 | Jeux asiatiques                | Canton      | 6e       | Triple saut | 16,51 m |
| 2011 | Championnats d’Asie            | Kōbe        | 3e       | Triple saut | 16,62 m |
| 2012 | Championnats d’Asie en salle   | Hangzhou    | 4e       | Triple saut | 16,22 m |
| 2013 | Championnats d'Asie            | Pune        | 4e       | Triple saut | 16,55 m |
| 2014 | Championnats d’Asie en salle   | Hangzhou    | 2e       | Triple saut | 16,16 m |
| 2014 | Jeux asiatiques                | Incheon     | 4e       | Triple saut | 16,62 m |
| 2015 | Championnats d'Asie            | Wuhan       | 3e       | Triple saut | 16,67 m |
| 2016 | Championnats d'Asie en salle   | Doha        | 1er      | Triple saut | 16,69 m |
| 2016 | Championnats du monde en salle | Portland    | 15e      | Triple saut | 15,54 m |
| 2017 | Championnats d'Asie            | Bhubaneswar | 8e       | Triple saut | 15,84 m |

## Records
| Épreuve          | Épreuve      | Performance | Lieu            | Date             |
| ---------------- | ------------ | ----------- | --------------- | ---------------- |
| Saut en longueur | En plein air | 7,87 m      | Bishkek         | 29 mai 2004      |
| Saut en longueur | En salle     | 7,84 m      | Pattaya         | 13 novembre 2005 |
| Triple saut      | En plein air | 17,20 m     | Almaty          | 18 juin 2012     |
| Triple saut      | En salle     | 17,00 m     | Ust-Kamenogorsk | 15 février 2015  |